# Klaus Urbanczyk
Klaus Urbanczyk (ur. 4 czerwca 1940 w Halle) – piłkarz niemiecki grający na pozycji prawego obrońcy. W swojej karierze rozegrał 34 mecze w reprezentacji Niemieckiej Republiki Demokratycznej.

## Kariera klubowa
Całą swoją karierę piłkarską Urbanczyk spędził w klubie Chemie Halle, który nosił również nazwę Turbine Halle. W 1959 roku awansował do kadry pierwszej drużyny Chemie i w sezonie 1959/1960 zadebiutował w niej w DDR-Oberlidze. W klubie z rodzinnego Halle grał do końca sezonu 1971/1972. Jego największym sukcesem za czasów gry w Chemie było zdobycie Pucharu Niemieckiej Republiki Demokratycznej w sezonie 1961/1962. W 1964 roku został wybrany Piłkarzem Roku.

## Kariera reprezentacyjna
W reprezentacji Niemieckiej Republiki Demokratycznej Urbanczyk zadebiutował 10 grudnia 1961 roku w przegranym 0:2 towarzyskim spotkaniu z Marokiem. W 1964 roku zdobył brązowy medal na Igrzyskach Olimpijskich w Tokio. W swojej karierze grał w: eliminacjach do Euro 64, Euro 68 i MŚ 1970. Od 1961 do 1969 roku rozegrał w kadrze narodowej 34 mecze.
| Mecze i gole w reprezentacji | Mecze i gole w reprezentacji | Mecze i gole w reprezentacji | Mecze i gole w reprezentacji | Mecze i gole w reprezentacji | Mecze i gole w reprezentacji | Mecze i gole w reprezentacji |
| #                            | Data                         | Stadion                      | Rywal                        | Wynik                        | Gol                          | Rozgrywki                    |
| 1961                         | 1961                         | 1961                         | 1961                         | 1961                         | 1961                         | 1961                         |
| ---------------------------- | ---------------------------- | ---------------------------- | ---------------------------- | ---------------------------- | ---------------------------- | ---------------------------- |
| 1.                           | 10.12.1961                   | Casablanca, Maroko           | Maroko                       | 0:2                          | 0                            | towarzyski                   |
| 1962                         |                              |                              |                              |                              |                              |                              |
| 2.                           | 03.05.1962                   | Moskwa, ZSRR                 | ZSRR                         | 1:2                          | 0                            | towarzyski                   |
| 3.                           | 16.05.1962                   | Belgrad, Jugosławia          | Jugosławia                   | 1:3                          | 0                            | towarzyski                   |
| 4.                           | 23.05.1962                   | Lipsk, NRD                   | Dania                        | 4:1                          | 0                            | towarzyski                   |
| 5.                           | 16.09.1962                   | Lipsk, NRD                   | Jugosławia                   | 2:2                          | 0                            | towarzyski                   |
| 6.                           | 14.10.1962                   | Drezno, NRD                  | Rumunia                      | 3:2                          | 0                            | towarzyski                   |
| 7.                           | 21.11.1962                   | Berlin, NRD                  | Czechosłowacja               | 2:1                          | 0                            | el. ME 1964                  |
| 8.                           | 09.12.1962                   | Bamako, Mali                 | Mali                         | 2:1                          | 0                            | towarzyski                   |
| 9.                           | 16.12.1962                   | Konakry, Gwinea              | Gwinea                       | 3:2                          | 0                            | towarzyski                   |
| 1963                         |                              |                              |                              |                              |                              |                              |
| 10.                          | 31.03.1963                   | Praga, Czechosłowacja        | Czechosłowacja               | 1:1                          | 0                            | el. ME 1964                  |
| 11.                          | 12.05.1963                   | Bukareszt, Rumunia           | Rumunia                      | 2:3                          | 0                            | towarzyski                   |
| 12.                          | 02.06.1963                   | Lipsk, NRD                   | Anglia                       | 1:2                          | 0                            | towarzyski                   |
| 13.                          | 04.09.1963                   | Magdeburg, NRD               | Bułgaria                     | 1:1                          | 0                            | towarzyski                   |
| 14.                          | 03.11.1963                   | Budapeszt, Węgry             | Węgry                        | 3:3                          | 0                            | el. ME 1964                  |
| 15.                          | 17.12.1963                   | Rangun, Birma                | Birma                        | 5:1                          | 0                            | towarzyski                   |
| 1964                         |                              |                              |                              |                              |                              |                              |
| 16.                          | 12.01.1964                   | Kolombo, Cejlon              | Cejlon                       | 12:1                         | 0                            | towarzyski                   |
| 17.                          | 23.02.1964                   | Akra, Ghana                  | Ghana                        | 0:3                          | 0                            | towarzyski                   |
| 1966                         |                              |                              |                              |                              |                              |                              |
| 18.                          | 04.09.1966                   | Karl-Marx-Stadt, NRD         | Egipt                        | 6:0                          | 0                            | towarzyski                   |
| 19.                          | 11.09.1966                   | Erfurt, NRD                  | Polska                       | 2:0                          | 0                            | towarzyski                   |
| 1967                         |                              |                              |                              |                              |                              |                              |
| 20.                          | 11.10.1967                   | Lipsk, NRD                   | Dania                        | 3:2                          | 0                            | el. ME 1968                  |
| 21.                          | 11.10.1967                   | Lipsk, NRD                   | Węgry                        | 1:0                          | 0                            | el. ME 1968                  |
| 22.                          | 18.11.1967                   | Berlin, NRD                  | Rumunia                      | 1:0                          | 0                            | kwal. IO 1968                |
| 23.                          | 06.12.1967                   | Bukareszt, Rumunia           | Rumunia                      | 1:0                          | 0                            | kwal. IO 1968                |
| 1968                         |                              |                              |                              |                              |                              |                              |
| 24.                          | 02.02.1968                   | Santiago, Chile              | Czechosłowacja               | 2:2                          | 0                            | towarzyski                   |
| 25.                          | 20.10.1968                   | Szczecin, Polska             | Polska                       | 1:1                          | 0                            | towarzyski                   |
| 1969                         |                              |                              |                              |                              |                              |                              |
| 26.                          | 29.03.1969                   | Berlin, NRD                  | Włochy                       | 2:2                          | 0                            | el. MŚ 1970                  |
| 27.                          | 16.04.1969                   | Drezno, NRD                  | Walia                        | 2:1                          | 0                            | el. MŚ 1970                  |
| 28.                          | 22.06.1969                   | Magdeburg, NRD               | Chile                        | 0:1                          | 0                            | towarzyski                   |
| 29.                          | 09.07.1969                   | Rostock, NRD                 | Egipt                        | 7:0                          | 0                            | towarzyski                   |
| 30.                          | 25.07.1969                   | Lipsk, NRD                   | ZSRR                         | 2:2                          | 0                            | towarzyski                   |
| 31.                          | 22.10.1969                   | Cardiff, Walia               | Walia                        | 3:1                          | 0                            | el. MŚ 1970                  |
| 32.                          | 22.11.1969                   | Neapol, Włochy               | Włochy                       | 0:3                          | 0                            | el. MŚ 1970                  |
| 33.                          | 08.12.1969                   | Bagdad, Irak                 | Irak                         | 1:1                          | 0                            | towarzyski                   |
| 34.                          | 19.12.1969                   | Kair, Egipt                  | Egipt                        | 3:1                          | 0                            | towarzyski                   |

## Kariera trenerska
Po zakończeniu kariery piłkarskiej Urbanczyk został trenerem. Prowadził takie kluby jak: Chemie Halle, 1. FC Magdeburg, Chemie Halle, Hallescher FC i Lok Stendal. W 1978 i 1979 roku zdobył z Magdeburgiem Pucharu Niemieckiej Republiki Demokratycznej.